# Jan J. Dominique
Pour les articles homonymes, voir Dominique.
Jan J. Dominique, née le 25 janvier 1953 en Haïti, est une écrivaine, journaliste, animatrice de radio et enseignante québécoise d'origine haïtienne. Arrivée au Québec en 1970, elle y poursuit des études supérieures. Elle retourne ensuite en Haïti puis s'établit définitivement au Québec à la suite de menaces qui mettaient sa vie et celle de sa belle-mère en danger. Actuellement, Jan J. Dominique est principalement reconnue pour son métier d'écrivaine.

## Biographie
Jan J. Dominique est une écrivaine et journaliste née le 25 janvier 1953 à Port-au-Prince en Haïti. Elle commence ses études en Haïti et les terminent au Québec, puisqu'en 1970 elle immigre au Canada. C'est en 1979 que Jan J. Dominique retourne en Haïti où elle travaille à l'élaboration de matériel créole éducatif. Lors de son passage, elle enseigne également dans divers collèges. En 1986, elle se consacre uniquement sur son travail de journaliste et d'animatrice à Radio-Haïti Inter. Jan J. Dominique travaille à Radio-Haïti Inter jusqu'à sa fermeture en 2003.
Son premier roman qu'elle publie en Haïti en 1984 s'intitule Mémoire d'une amnésique. Celui-ci raconte l'histoire d'une jeune fille qui grandit sous la dictature en Haïti. Dans ce roman, la jeune fille s'interroge sur son histoire identitaire à travers les thèmes de l'écriture-femme, l'écriture au féminin et le rôle de la mémoire. Ce roman obtient le Prix Deschamps en 1984.
En 1996, Jan J. Dominique publie son recueil de nouvelles Évasion (1996) qui traite de plusieurs sujets. Par exemple, Évasion aborde des angoisses du retour au pays, à la suite de l'exil. Le recueil traite également des difficultés qui englobent l'exil dans les pays plus au Nord, d'une histoire surnaturelle qui émerge d'une maison haïtienne. Dans chacune des nouvelles, Dominique s'interroge sur la symbiose entre l'écriture, la voix, la spiritualité, l'histoire et la mémoire.
Son roman Inventer... La Célestine publié en 2000 est une agglomération entre une recherche généalogique personnelle et une recherche sur l'histoire d'Haïti.
À la suite de l'assassinat de son père Jean Dominique en 2000, Jan J. s'installe définitivement à Montréal. Elle se consacre uniquement à l'écriture et réédite toutes ses œuvres parues en Haïti avec la maison d'édition Remue-ménage.
Mémoire errante (2008), son roman raconte les évènements à la suite du décès de Jean Dominique. Elle dénonce le combat perdu de la démocratie et de la liberté d'expression en Haïti. Jan J. Dominique raconte l'exil auquel elle a dû faire face avec sa belle-mère Michelle. Elle déclare également le devoir de mémoire et le besoin de justice dans son pays.
Dans son dernier roman L'écho de leurs voix publié en 2016, Jan J. Dominique explore l'histoire d'une jeune femme immigrante qui en se rapprochant d'un jeune homme est portée à aller s'informer sur l'histoire de son pays, Haïti.

## Œuvres
- Mémoire d'une amnésique (Port-au-Prince, 1984)
- Évasion (Port-au-Prince, Éditions des Antilles, 1996)
- Inventer... La Célestine (Port-au-Prince, Éditions des Antilles, 2000)
- Mémoire d'une amnésique (Montréal, Remue-ménage, 2004) Nouvelle édition
- La Célestine (Montréal, Remue-ménage, 2007) Nouvelle édition
- Mémoire errante (Montréal, Remue-ménage, 2008)
- L'écho de leur voix (Montréal, Remue-ménage, 2016)
- Tu nous manques (Montréal, Remue-ménage, 2024)

## Prix littéraires et nominations
- 1984: Prix Henri Deschamps pour Mémoire d'une amnésique